# The C Programming Language
The C Programming Language, även kallad K&R, är ett standardverk från 1978 för programspråket C. Den skrevs av Brian Kernighan tillsammans med C:s skapare Dennis Ritchie vid AT&T Bell Laboratories. Smeknamnet K&R kommer från författarnas initialer.
Den första utgåvan var den första allmänt tillgängliga boken om C och fungerade länge som informell standard för C vad gäller syntax och formatering av källkoden. Den andra utgåvan (1988) täcker den standardiserade versionen ANSI C av samma programspråk, inklusive programbibliotek. Den är översatt till över 20 språk, däribland till svenska av Per Ejeklint, Joacim Hållstrand och Hans Ullerstam.
The C Programming Language populariserade och spred programexemplet "Hello World".